# Ștefan Iovan
Ștefan Iovan (ur. 23 sierpnia 1960 roku w Moțăței), rumuński piłkarz, występujący na pozycji prawego lub środkowego obrońcy, oraz trener piłkarski.

## Kariera piłkarska

### Kariera klubowa
Jest wychowankiem małego klubu FCM Reșița, jednak już w wieku dwudziestu lat przeniósł się do znacznie bardziej utytułowanej Steauy Bukareszt. Grał w tej drużynie przez całe lata 80. Szczególnie owocna okazała się druga ich połowa; Iovan, wraz z Adrianem Bumbescu, Miodragiem Belodedici i Ilie Bărbulescu, tworzył linię defensywną zespołu, który od 1985 do 1989 nie przegrał żadnych rozgrywek o mistrzostwo Rumunii, a w sezonie 1985–1986 zdobył - jako pierwsza (i jedyna) drużyna z tego kraju - Puchar Europejskich Mistrzów Krajowych. Iovan grał we wszystkich meczach od pierwszej do ostatniej minuty. Pod koniec lat 80. zastąpił także Tudorela Stoikę na stanowisku kapitana zespołu, jednak niedługo później stracił miejsce w pierwszym składzie na rzecz młodszego o siedem lat Dana Petrescu. Przez to, kiedy Steaua po raz drugi awansował do finału PEMK (1988–1989), Iovan był już tylko rezerwowym.
Niepewna sytuacja w klubie i upadek komunizmu sprawiły, że w 1990 zdecydował się na zagraniczny transfer. Wybrał grający w angielskiej drugiej lidze Brighton & Hove Albion. W pierwszym sezonie zajął z nim szóste miejsce w tabeli, dzięki czemu klub mógł walczyć w barażach o grę w First Division. Jednak przegrał w nim 1:3 z Notts County F.C. Po roku zaś spadł do trzeciej ligi. Iovan przyglądał się tym wszystkim wydarzeniom głównie z ławki rezerwowych; w ciągu całego pobytu w Anglii rozegrał tylko sześć meczów.
Po powrocie do kraju grał krótko ponownie w Steaule, a także Rapidzie Bukareszt i Electroputere Craiova. Karierę piłkarską zakończył w FCM Reșița.

### Kariera reprezentacyjna
W reprezentacji Rumunii zadebiutował 1 czerwca 1983 w towarzyskim meczu z Jugosławią (0:1). Jednak miejsce w pierwszym składzie kadry wywalczył kilka lat później, pod koniec eliminacji do Mundialu 1986. Grał także w kwalifikacjach do kolejnego turnieju, Euro 1988, kiedy zespół prowadził już Emeric Jenei, trener, który z nim współpracował w Steaule. Jednak te eliminacje, podobnie jak poprzednie, zakończyły się przegraną i brakiem awansu na mistrzostwa. Po raz ostatni w reprezentacji Iovan wystąpił 4 lutego 1990 w spotkaniu z Algierią (0:0). Jego miejsce, podobnie jak w Steaule, zajął Dan Petrescu.

## Kariera szkoleniowa
Po zakończeniu kariery piłkarskiej został włączony do sztabu szkoleniowego Steauy Bukareszt. Początkowo pracował z juniorami, później był asystentem pierwszego trenera, Victora Pițurcă. Po jego zwolnieniu krótko w 2002 roku był tymczasowym dyrektorem sportowym.
Z Pițurcă współpracował także wtedy, kiedy ten w grudniu 2004 został selekcjonerem reprezentacji Rumunii. Wspólnie wywalczyli awans do Euro 2008, który był pierwszym od ośmiu lat wielkich turniejem, na którym zagrała drużyna narodowa. Kiedy w kwietniu 2009 po serii słabym występów w eliminacjach do Mundialu 2010 Pițurcă został zwolniony, Iovan zachował swoje stanowisko i przez kolejne dwa lata pomagał kolejnemu selekcjonerowi, Răzvanowi Lucescu. Po jego niespodziewanej dymisji w połowie eliminacji do Euro 2012 Iovan przejął tymczasowo wraz z trenerem reprezentacji młodzieżowej Emilem Săndoiem obowiązki pierwszego trenera. Prowadzili kadrę w towarzyskich spotkaniach z Brazylią (0:1) i Paragwajem (0:2).

## Sukcesy
| Kariera piłkarska - Steaua Bukareszt: - mistrzostwo Rumunii 1985, 1986, 1987, 1988 i 1989 - Puchar Rumunii 1985, 1987, 1988 i 1989 - Puchar Europejskich Mistrzów Krajowych 1985–1986 - finał Pucharu Europejskich Mistrzów Krajowych 1988–1989 - półfinał Pucharu Europejskich Mistrzów Krajowych 1987–1988 - Superpuchar Europy 1986 |